# José Luis Torregrosa
José Luis Torregrosa (Talavera de la Reina, Toledo, España, 4 de diciembre de 1944-Málaga, Málaga, España, 5 de noviembre de 2007) fue un cantante, músico y compositor español.

## Biografía

### Primeros años
Torregrosa nació en Talavera de la Reina, Toledo. Se casó muy joven y fue a vivir a Torremolinos, Málaga. Allí empezó a trabajar en la música, compaginándolo con otros trabajos que le surgían y le dejaban más dinero en aquel momento. Algunas locales le contrataban algunas noches como cantante, destacaba mucho por su potente voz, que era comparada en muchos casos con multitud de artistas. Torregrosa empezó a brillar en la noche de Torremolinos y la gente lo admiraba, y escuchaba con agrado el talento que tenía Torregrosa. El cantante comenzaba a convertirse en un signo emblemático de Torremolinos en los 60. Dominaba muchos estilos, la gente bailaba con él desde una balada hasta una salsa.

### Carrera musical
En 1968, Torregrosa firmó un contrato con la sala de fiestas "Mi Bohío", Torregrosa cantó allí donde le ofrecieron un buen sueldo, y entonces Torregrosa empezó a vivir de la música. El cantante era una de las atracciones de la sala, que se abarrotaba siempre que el cantaba, la gente disfrutaba de su gran voz y de su música. Durante esos años empezó a componer algunas canciones propias, entre las que destacaron: Tu Bella Timidez, Oh Min Alskling, Recuerdas Mi Amor y Nada Nuevo. Torregrosa realizó vinilos de dos o tres canciones propias. En 1971, en Mi Bohío estuvieron escuchando a Torregrosa, artistas como Julio Iglesias y Salvatore Adamo.
En 1972, el ciclista Federico Martín Bahamontes también visitó a Torregrosa. El cantante disfrutaba cantando en Mi Bohío donde pasó grandes momentos de su carrera musical, entre finales de los 70 y principios de los 80, Torregrosa grabó un disco, Recuerdos, un disco recopilatorio en formato vinilo en el que incluye todos las canciones que había grabado y algunas versiones de clásicos como, My Way. En el disco obtuvo la colaboración de las tres mujeres que tuvo de coros Massiel en el Festival de Eurovisión de 1968. En 1980, Torregrosa dejó Mi Bohío y empezó a trabajar en "Apartamentos Bajondillo" donde también realizaba trabajos de animador durante el día. Allí pasó la gran parte de su carrera musical. En el hotel, Apartamentos Bajondillo, cantaba para los turistas y visitantes.

### Últimos Años y Cáncer de Garganta
En los 90, Torregrosa seguía trabajando en Apartamentos Bajondillo y su carrera musical no daba ningún tipo de altibajo. En 1996, los médicos le detectaron un cáncer de laringe, Torregrosa se vio obligado a apartarse de la música temporalmente mientras luchaba contra su enfermedad. En verano de 1996, se sometió a una operación y se le eliminó el cáncer y empezó una larga recuperación, pero una vez se recuperase se le quedaría una ronquera crónica que le acompañaría hasta el fin de sus días, Torregrosa entonces perdería su potente voz. Torregrosa jamás podría volver a cantar. Efectivamente, cuando se recuperó se le quedó una ronquera y perdió su voz.

### Muerte
Sobrellevando su enfermedad, en 2007, le detectaron un cáncer de pulmón, el cáncer estaba en fase de metástasis muy avanzada. La madrugada del 5 de noviembre de 2007, Torregrosa murió en el Hospital Virgen de la Victoria. Al día siguiente, su cuerpo fue incinerado y enterrado en el Parque Cementerio de Málaga.